# Руйвош
Руйвош (порт. Ruivós)  —  район (фрегезия) в Португалии,  входит в округ Гуарда. Является составной частью муниципалитета  Сабугал. По старому административному делению входил в провинцию Бейра-Алта. Входит в экономико-статистический  субрегион Бейра-Интериор-Норте, который входит в Центральный регион. Население составляет 82 человека на 2001 год. Площадь района составляет 11,06 км².
Покровителем района считается Иоанн Богослов (порт. São João Evangelista). 